# Émile Chopin
Pour les articles homonymes, voir Chopin (homonymie).
Émile Chopin est un homme politique français né le 23 novembre 1869 à Vitry-sur-Loire (Saône-et-Loire) et décédé le 26 janvier 1935 à Paris.

## Biographie
Négociant en vins, il est maire de Vitry-sur-Loire de 1909 à 1935. Conseiller d'arrondissement en 1911, il est élu conseiller général du canton de Bourbon-Lancy en 1919. Il est sénateur de Saône-et-Loire de 1925 à 1935. Son activité parlementaire est très réduite.

## Sources
- « Émile Chopin », dans le Dictionnaire des parlementaires français (1889-1940), sous la direction de Jean Jolly, PUF, 1960 [détail de l’édition]